# Всероссийская ассоциация пролетарских писателей
Всероссийская ассоциация пролетарских писателей (аббрев. ВАПП) была основана в октябре 1920 года на одной из конференций пролетарских писателей, созванной литературным объединением «Кузница».

## История
В 1921 была утверждена Наркоматом просвещения в качестве головной литературной организации. Руководство осуществлял В. Кириллов, перешедший в «Кузницу» из Пролеткульта. С апреля 1924, при помощи МАПП, ВАПП попала под исключительное влияние партийных догматиков группы «Октябрь» и вплоть до 1928 года являлась ведущей литературной организацией Советского Союза.

### Резолюция 1925 года
Постановление Политбюро ЦК РКП(б) от 18 июня 1925 года «О политике партии в области художественной литературы» литераторов 1920-х годов условно разделило писателей на 3 категории:
- крестьянские;
- «попутчики» (то есть те, кто активно не высказывался против советской власти, но и не полностью соглашался с её деятельностью);
- пролетарские писатели.

Возложив руководство в целом на пролетарских писателей, резолюция подчеркнула: «партия поддерживает все отряды советских писателей». Пока «гегемонии пролетарских писателей ещё нет, партия должна помочь этим писателям заработать себе историческое право на такую гегемонию». Партия должна бороться против коммунистического чванства, «должна всячески бороться против легкомысленного и пренебрежительного отношения к старому культурному наследству, а равно и к специалистам художественного слова». По отношению к попутчикам как колеблющимся между буржуазной и коммунистической идеологией «должна здесь быть директива тактичного и бережного отношения к ним, то есть такого подхода, который обеспечивал бы все условия для возможно более быстрого их перехода на сторону коммунистической идеологии». В постановлении партийное руководство высказалась за свободное соревнование творческих сил, форм и методов, подчёркивая необходимость создания литературы, рассчитанной на действительно массового читателя.
Хотя в этой резолюции не были упомянуты имена боровшихся в 1920-е годы литературных групп, им была дана всесторонняя оценка, считает исследователь эпохи С. И. Шешуков. Фактически нашла поддержку позиция А. Воронского, ратовавшего за объединение писателей, во главе с коммунистами, для совместной творческой работы, за преемственность литературного наследия, за отражение жизни во всех её красках, а не только жизни пролетариата, за коллегиальность в противоположность комчванству. Напостовцы это ранее категорически отвергали.
Абсолютное большинство писателей эту резолюцию встретили восторженно, а Максим Горький заявил, что она «сильно толкнёт вперед русское художественное творчество».

### Трактовка Авербаха
Напостовцы высказались одобрительно, но истолковали документ тенденциозно. Авербах это выразил спустя 10 дней после опубликования резолюции в «Известиях» в своём докладе на совместном заседании партийной секции ВАПП и МАПП «За пролетарскую культуру (о политике РКП (б) в области художественной литературы». Затем он повторил те же тезисы в одноимённой брошюре, выпущенной к чрезвычайной конференции пролетарских писателей, состоявшейся 26—27 февраля 1926 года.
Конференция в целом осуждала старую линию напостовцев, однако Авербах в своём докладе подчеркнул, что пролетарские писатели проникли в существо вопроса глубже и знают его лучше, чем партия, которая только начинает осознавать течения литературного процесса. На словах поддерживая резолюцию, он однако выступает против попутчиков («за попутчиков выдавались буржуазные писатели»), предлагая придерживаться в их оценке исключительно позиции Троцкого: «„Попутчики“ не революционеры, а юродствующие в революции… Они не пойдут с нами до конца», В подтверждение совпадения позиции партии и «На посту» он привёл тезисы к докладу Вардина от 10 мая 1924 года, составленные при его собственном участии, от которых он вынужден будет полностью отказаться в ноябре 1926 года.
Авербах предостерегал от кружковщины и комчванства, ссылаясь на резолюцию 1-й Всесоюзной конференции, как раз и пронизанной этим самым комчванством. Он поучал Л. Леонова, осудившего напостовцев: «Если Леонов хочет быть подлинным писателем Советской страны, он не должен нападать на напостовцев, он должен выбирать между большевистской и замятинской любовью». Выражением «если он хочет, чтобы революция его приняла» он фактически оскорбил гражданские чувства Леонова, который сражался в Красной Армии на фронтах Гражданской войны, а с 1920 по 1922 год редактировал газеты «Красный боец» и «Красный воин» и своим романом «Барсуки» заслужил народное признание.
Отступив от истины, Авербах заявил, что категорически за резолюцию Политбюро ЦК выступили он сам, Либединский и Лелевич (то есть напостовцы), не упомянув Фурманова. Саму резолюцию он назвал «реализацией принципов „На посту“», поскольку этот журнал с первого номера провозглашал «требование единой партийной линии». При этом если в резолюции говорилось, что классовая борьба в советском обществе уступает место «мирноорганизаторской работе», то Авербах утверждал обратное. Если резолюция констатировала, что «антиреволюционные элементы в литературе теперь крайне незначительны», Авербах видел перед собой вражеский лагерь: В. Вересаев, И. Новиков, М. Шагинян, М. Булгаков, А.Толстой зачислены в попутчики исключительно по потере бдительности. Он выразил недоверие всему Всероссийскому союзу писателей, объединявшему 360 человек.

### Раскол
Дмитрий Фурманов пытался бороться с идейными махинациями Авербаха, опасаясь, что тот придёт к руководству ВАПП. Бывшие товарищи обрушились с критикой и на него, утверждая, что он не настоящий напостовец. 15 марта 1925 года Фурманов скончался.
После конференции в феврале 1926 года внутри руководства группы возникли резкие противоречия: Вардин, Родов и Г. Лелевич были отстранены от руководства; власть перешла в руки Авербаха, Либединского, Киршона, Ермилова и Лузгина. Позже к ним присоединился, наряду с некоторыми критиками, А. Фадеев. Уже в 1927 году в статье в журнале «На литературном посту» он признал, что забвение художественных критериев привело к тому, что читатель с большим удовольствием читает переводную и классическую литературу, чем революционную, хотя та привлекает его своими злободневными темами.
С 1926 ВАПП издавала журнал «На литературном посту», продолжавший линию воинствующе-ортодоксального журнала группы «Октябрь» — «На посту»; вела борьбу с группой «Перевал», приверженцами формальной школы, с конструктивизмом и со всеми «попутчиками». В 1928, после создания Всесоюзного объединения ассоциаций пролетарских писателей (ВОАПП), ВАПП была переименована в РАПП (Российская ассоциация пролетарских писателей).